# Lionel Coudannes
Lionel Coudannes (nacido el 4 de agosto de 1984 en Buenos Aires, Argentina) es un exfutbolista argentino que se desempeñó como volante central, y su último club fue el Club Atlético Social y Deportivo Camioneros. 

## Clubes
| Club                           | País      | Año       |
| ------------------------------ | --------- | --------- |
| Argentinos Juniors             | Argentina | 2006-2008 |
| Independiente Rivadavia (Mza.) | Argentina | 2008-2009 |
| All Boys                       | Argentina | 2009-2010 |
| Argentinos Juniors             | Argentina | 2010      |
| Deportivo Maipú                | Argentina | 2010-2011 |
| Central Córdoba                | Argentina | 2012      |
| Deportivo Morón                | Argentina | 2012-2013 |
| Atlético Policial              | Argentina | 2013      |
| Deportivo Armenio              | Argentina | 2014      |
| Camioneros                     | Argentina | 2015      |

## Logros
| Título                         | Club     | País      | Año  |
| ------------------------------ | -------- | --------- | ---- |
| Primera "B" Nacional (ascenso) | All Boys | Argentina | 2010 |